# 鳳凰城光點
鳳凰城光點（英語：Phoenix Lights）是指1997年3月13日發生在美國亞利桑那州鳳凰城的不明飛行物事件。当天有7000多人發現夜空中有呈V字形排列的數個光點緩緩飛行，為近代少有的集體目擊不明飞行物事件。
美国夏令时晚上7:30到10:30之间，数千人目击到不明飞行光点从内华达州直穿凤凰城并一直飞行到图森附近，此飞行路径大约长300英里(480公里)，很多人在之后都提供了不同描述的目击报告。此次事件里主要涉及到两个截然不同的目击情况：一些目击者表示看见一个三角形状带有光线的飞行物体飞越州界线，还有一些身处凤凰城地区的目击者则看到这个飞行物只是一个固定的发光体，并没有看见其形状。美国空军表示在位于亚利桑那州西南部巴里·戈德华特靶场的训练演习中A-10疣猪攻击机有投掷照明弹的情况。但目击者声称观察到一个巨大方形UFO，并内有五个球形灯闪烁，目击者认为其发光球形灯可能是其飞行发动机， 当时的亚利桑那州州长费伏·森明顿也是这一事件的目击者之一；几年后，他將这个物体描述為“来自另外一个世界”。
据报道，这些不明发光飞行物又在2007年和2008年重新现身，但后来分别被证明是路克空军基地的战机投掷的照明弹和一名平民放飞的绑有照明灯的氦气球。

## 時間轴

### 最初的目击报告

此次目击事件发生的位置：美国亚利桑那州

太平洋时间18点55分左右（7:55pm MST），内华达州哈德森一名男子目击到天空中的V型飞行物体。他声称该物体拥有跟“747一样的大小”，物体所发出的声音听起来就像“快速刮过的疾风”，而在飞行物体前缘还有六盏发光的灯。该飞行光点据报从西北向东南方向飞行。
亚利桑那州波尔登一名身份不明的前警官是此次目击事件中的第二位目击者，他在中部标准时间20点15分左右离开家，并开车北上，据他描诉，他看到了天空中汇聚的红橙灯光飞行群，四盏指示灯尾随着飞行物机头的第一盏灯飞行。每一个飞行中移动的光点在目击者所处的方位看，都像是由两个独立的橙色点光源组成的。他随后回到家里用望远镜观察飞行的光点，直到它们从消失于南边的地平线。

### 来自普雷斯科特以及普雷斯科特山谷的目击报告
普雷斯科特以及普雷斯科特山谷地区据报也出现了不明飞行光点。中部标准时间20点17分左右，有目击者报告称该飞行物体是有具有实体形状的，因为它掠过天空时完全遮挡住了天空中大部分的星空。
位于普雷斯科特山谷的德文 · 洛伦茨和他的姑姑杰米 · 洛伦茨当时正站在房屋的门廊外，他们注意到自己的西北偏西方向出现一大群飞行的光点。光点由三角形图案构成，除了物体的鼻子明显是白色外，其余的似乎都呈现红色。两人用用双筒望远镜观察该飞行物2-3分钟后，飞行物直接经过从他们的头顶飞过，两人将此情形描述为“快速右转”，最后不明飞行物消失于普雷斯科特谷东南部的夜空中。由于目击者并不能确定飞行物飞行的海拔高度，但目击者皆声称该物体飞行时相当安静，并没有发出任何声音。
国家UFO报告中心收到的普雷斯科特地区目击报告称：
在天文摄影时我留意到西北方有五个呈“V”字形排列的光点正缓慢地掠过东北方的天空，然后这些光点转向南方继续飞行，直到淡出我们的视线。“V”型光点组成的V可以看作是移动所指向的方向，头三盏光点组成相当紧凑的“V”字形，后两盏灯光更靠近“V”字形的后部。随后，在向西北至东南方向移动时，该飞行物尾端有一个光点逐渐往上升，并加入到头三盏光点的队列中，然后又在不久落回到尾部位置。我估计拥有三盏光点的“V”字形飞行物大约覆盖了约0.5度的天空，而拥有五盏光点的飞行物则大约覆盖了约1度的天空。

### 鳳凰城的第一次目擊

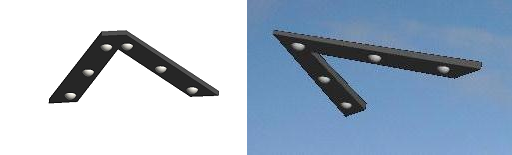
鳳凰城光點想像圖

蒂姆·莱伊及其妻子波比、儿子哈尔和孙子达米安·特尼奇在普雷斯科特山谷上方首次目击不明飞行光点，当时该飞行物离他们约100公里。起初在他们看来，这些灯就像五个独立安装在热气器顶部的弧形灯，但他们很快意识到，这些灯似乎是在朝着他们所在的方向移动。在接下来的10分钟左右的时间里，光点似乎越飞越近，各组成的光点之间的距离也越来越远，随后它们呈现出了一个倒V字角尺形。最终，当不明飞行光点出现在几英里外时，目击者可以清晰辨认出一个呈现60度的正方形物体，上面还安装了五盏发光的灯，前面一盏，左右各有两盏。很快，这个装有嵌入式灯光的物体似乎正沿着他们居住的街道飞来，距离仅剩30到45米 ，飞行物的移动非常缓慢并没有发任何声响，看起来就像是在盘旋。最后这个飞行物越过了他们的头顶，穿过前方山峰上的一个V字形开口，朝着皮埃斯图瓦峰和菲尼克斯天港国际机场的方向飞去。大约在美国山地时间20:30到20:45之间，在菲尼克斯西北部郊区格兰岱尔的目击者声称看到这个飞行物从高空飞过，目击者称飞行物当前飞行的高度足以被稀薄的云层遮挡。

### 抵达凤凰城
当V字形不明飞行物进入凤凰城地区时，水泥司机比尔 · 格雷纳(Bill Greiner)在凤凰城北部的一座山上正载着货物下山，他描述他看到的情景称: “我再也不会像以前那样了。在此之前，如果有人告诉我他们看到了 UFO，我会说，是的，我还看过到牙仙子呢！但是现在，作为一名普通卡车司机的我看到了一些本该不应该属于地球的东西，我真的目击到了UFO！” 格雷纳称，这些不明飞行光点在这个地区上空盘旋了两个多小时。

### 出現在鳳凰城之後
来自亞利桑那州金曼市的一名年轻人在目击飞行物后，停下車來用公用電話報告了这起目擊。「這名年輕人在前往洛杉磯的路上用電話亭報案說目擊了一個巨大且奇怪的星星群緩慢地向北方天空移動。」

### 亞利桑那州的失蹤人士
在1997年3月14日有人指稱Glenn Lauder（28歲）、Mitch Adams（29歲）、Ryan Stone（27歲），以及Jacob Reynolds（28歲）四位鳳凰城居民在埃斯特雷拉山失蹤。這四人最後的身影是出現在埃斯特雷拉山进行越野活动，但随后则失去联系。在当时這個地區也是目擊不明飞行光点的地點之一。

### 2008年再度现身
2008年4月21日，当地居民再次报告凤凰城上空出现不明飞行光点。随着时间的推移，这些光点似乎从正方形变成了三角形。一位居住在山谷的居民报告称，在光点亮起后不久，可以看到三架喷气式飞机朝着光点的方向向西飞去。随后，路克空军基地的一名官员否认美国空军在该地区有任何活动。 2008年4月22日，凤凰城的一位居民告诉一家报纸称，这些灯光只不过是他的邻居放出带有照明灯的氦气球而已。后来警方的直升机也证实了这一点。 第二天，一名不愿在新闻报道中透露姓名的凤凰城居民说，他在氦气球上绑了照明灯，并在后院放飞了气球。

## 影像记录
凤凰城光点的影像目击報告主要分为两类: 美国山地时间22:00之前在普雷斯科特和杜威出现的三角不明飞行物，以及美国山地时间22:00之后出现在凤凰城的不明飞行物。几乎所有已知的影像信息都是来自于第二起目击事件。所有已知的照片信息也都是使用各种商用摄像机和单反照相机拍摄的。到目前为止还没有一张照片出自用于科学分析的设备拍摄的，也没有使用高性能光学或夜视设备拍摄的影像信息。

### 第一次目击事件
以下是一些已知的出现在普雷斯科特和杜威的的三角不明飞行物影像：KSAZ-TV报道称一个名叫理查德 · 柯蒂斯的人录下了一段详细的影片，据称该影片清晰显示出了飞行物的轮廓，但是影片在后来不幸丢失。这份影片是唯一清晰的影像目击報告，而其他的目击视频影片品質都很差。在另外一个影片中可以看到不明飞行物那V字形的轮廓，这符合许多目击者报告中的描述。影片的清晰版本可以在YouTube （页面存档备份，存于）上进行观看。

### 第二次目击事件

凤凰城光点不明飞行物示意图。

在凤凰城目击事件中，目击者拍摄了大量的静态照片和錄影，这些畫面清楚地显示了一组有规律有间隔的光点在保持照明几分钟后突然熄灭。这些影像資訊已经被探索频道和历史频道等电视纪录片频道作为他们UFO纪录片节目的一部分反复播放。
在凤凰城目击事件中最常看见且印象深刻的画面是一盏弧形的灯光一个接一个的出现，然后一个接一个的熄灭。UFO爱好者声称这些影像显示出这些灯光是从一架大型飞行器的“行驶灯”。据估计，这架飞行器直径约为1英里(1.6公里) ，并持续盘旋在凤凰城上空。据报道，影像总共拍摄了超过30分钟，在其他类似的影片中显示V形飞行阵列有着不同数量的光点。整个亚利桑那州成千上万的目击者皆报告称该飞行器无声、有着一英里宽的V字形外觀、上面还有许多球状光点。目击报告也有都有提到，飞行物在低空掠过头顶时是完全没有发生任何声响的滑翔而过。身处第一目击现场的目击者报告称，灯光看起来就像“水里的灯”，而飞行物机体的腹部看起来像水一样起伏不定，就像透过水里看东西一样。 然而，持怀疑态度的人声称，这段影片也证明了在夜间是看不见山脉的，而且从某些角度观察UFO是完全会阻挡视线，目击者也仅仅只是目击了远处飞行的灯光，而很难清晰看到UFO的外觀情况。
UFO支持者吉姆 · 迪莱托索声称已经对照片和影片进行了“光谱学分析”，证明这些光线不可能是由人造光源产生的。迪莱托索声称使用了一款名为“ Image Pro Plus”的软體(确切版本未知)来确定各种照片和影片中红、绿、蓝的数量并构建数据的直方图，然后将这些数据与几张已知的光点照片进行对比。然而，一些研究人员指出，仅仅基于平面摄影或影片是不可能确定光源的光谱特征資訊，因为胶片和电子儀器透过改变可见光谱中的色相固有地改变了光源的光谱特征，光谱学专家认为他的说法在科学上是没有依据的。 普通的摄影设备通常也会排除可见光谱以外的光线，例如红外线和紫外线，如果要进行完整光谱分析则必需包括所有的光线。 “Image Pro Plus”的制造商Media Cybernetic表示，其软體也根本无法进行光谱分析。
独立影片实验室Cognitech将凤凰城光点事件中所拍摄到的影片叠加到白天从同一地点拍摄的影片上。在合成图片中，飞行光点在到达埃斯特雷拉山的那一刻就完全消失了。在白天的影片中埃斯特雷拉山在是清晰可见的，但在夜间拍摄的镜头中则是完全看不到的。当地福克斯广播公司(Fox Broadcasting Company)下属的KSAZ-TV电视台称，他们也进行了类似的测试，显示飞行光点出现在山脉前面，并暗示Cognitech的测试的数据可能被篡改过。亚利桑那州立大学(Arizona State University)天文学教授保罗·斯考恩(Paul Scowen)博士进行了第三次实验分析，他利用白天的图片叠加到影片上，他的实验结果与Cognitech的结果是一致的。 《凤凰新时报》随后报道称，该电视台的测试只是在影片编辑软體上使用了2个影片规定进行比對，而没有使用电脑来计算匹配两幅图像的缩放比例。

## 风向数据
由凤凰城地区的几个气象站独立测量并综合国家环境資訊中心得到的风向資訊，跟关于不明飞行光点运动的目擊报告是完全一致的。事件发生时，风向(起源)大致由西(即向东吹)开始，最后则向北(即向南吹)转变。这就使一种假设能立得住，即这些飞行物体是由风驱动的，最有可能的就是绑有照明设备的气球(如天灯)。

1997年3月13-14日亚利桑那州凤凰城地区的风向，风向主要是根据风产生的方向来进行数据收集的，该数据由NOAA国家气候数据中心提供。

## 解释
对于如何最好地对当晚的目击报告进行解释存在一些争议。有些人认为，目击者报告的不同性质表明，该地区出现了若干不明飞行物，每一飞行物都是单独的“个案”。这种说法在很大程度上遭到怀疑论者的驳斥，他们认为这是一种目击者主观臆测并进行的过度推断。媒体和大多数持怀疑态度的调查人员在很大程度上倾向于将目击事件分为两次目击，分别为“第一次目击事件”和“第二次第一次目击事件”，并提供了两种不同的解释：

### 第一次目击事件
第一起目击事件中出现的“V”字形飞行物出现在亚利桑那州北部，并逐渐向南飞行移动，最终经过图森南部后消失，这几乎穿越了整个亚利桑那州。而这个飞行物的“楔形”机体形状皆有来自当时时任州长的费伏·森明顿和其他许多人的目击报告来证明。第这一起击事件开始于在美国山地时间20:15的普雷斯科特地区，并于美国山地时间20:45的图森南部消失。
两起独立事件的支持者指出，第一起目击事件仍然没有很好的解释，但是有一些证据表明这些不明飞行光点实际上是飞机。根据记者珍妮特·冈萨雷斯在《凤凰城新时报》上发表的一篇文章里称，拍摄到V字形不明飞行物的录像带中显示，光点是作为一个个独立的实体而不是一个个单一的物体移动的，而且一种被称为错觉轮廓的现象可以使观察者在没有亮度或颜色变化的地方能感知到轮廓的存在。
业余天文学家米奇·斯坦利(Mitch Stanley)使用放大率为43倍的杜布森望远镜观察了高空编队飞行的光点。他在观察这些光点后，告诉当时在场的母亲说：“这些灯光是由飞机产生的”。 据斯坦利说，这些灯光很明显是单独的飞机；当时和他在一起的一个同伴回忆说，他问斯坦利当时的灯光是什么，他说：“是飞机”。当斯坦利第一次在探索频道组织的市民大会上陈述他的观察时，所有的目击者都有参与该大会，他的断言是他所看到的就是其他目击者所看到的。显然，斯坦利看到的是马里兰州国民警卫队正在编队飞行的飞机，而这些飞机正在准备向位于凤凰城南部的巴里 · 戈德华特靶场投掷高空照明弹。然而，他对当晚编队飞行的光点描述与一些没有使用高功率望远镜的凤凰城居民的说法相矛盾，而且据了解，当晚也并没有军事或民用飞机编队在该地区飞行。马里兰国民警卫队的喷气式飞机所执行的任务也是极为机密，当时没有对外公开，也不可能让普通居民获悉该信息。
此外，安柏瑞德航空大学的西校区就设立在普雷斯科特，那里也会有大量轻型飞机进行飞行训练。校园里曾有一段传闻称，飞机编队是ERAU的飞机，但飞行时关闭了应答器和机身的警示灯设备。 但这种行为严重违反了FAA和ERAU的规定，因此被视为人尽皆知的秘密。

### 第二次目击事件

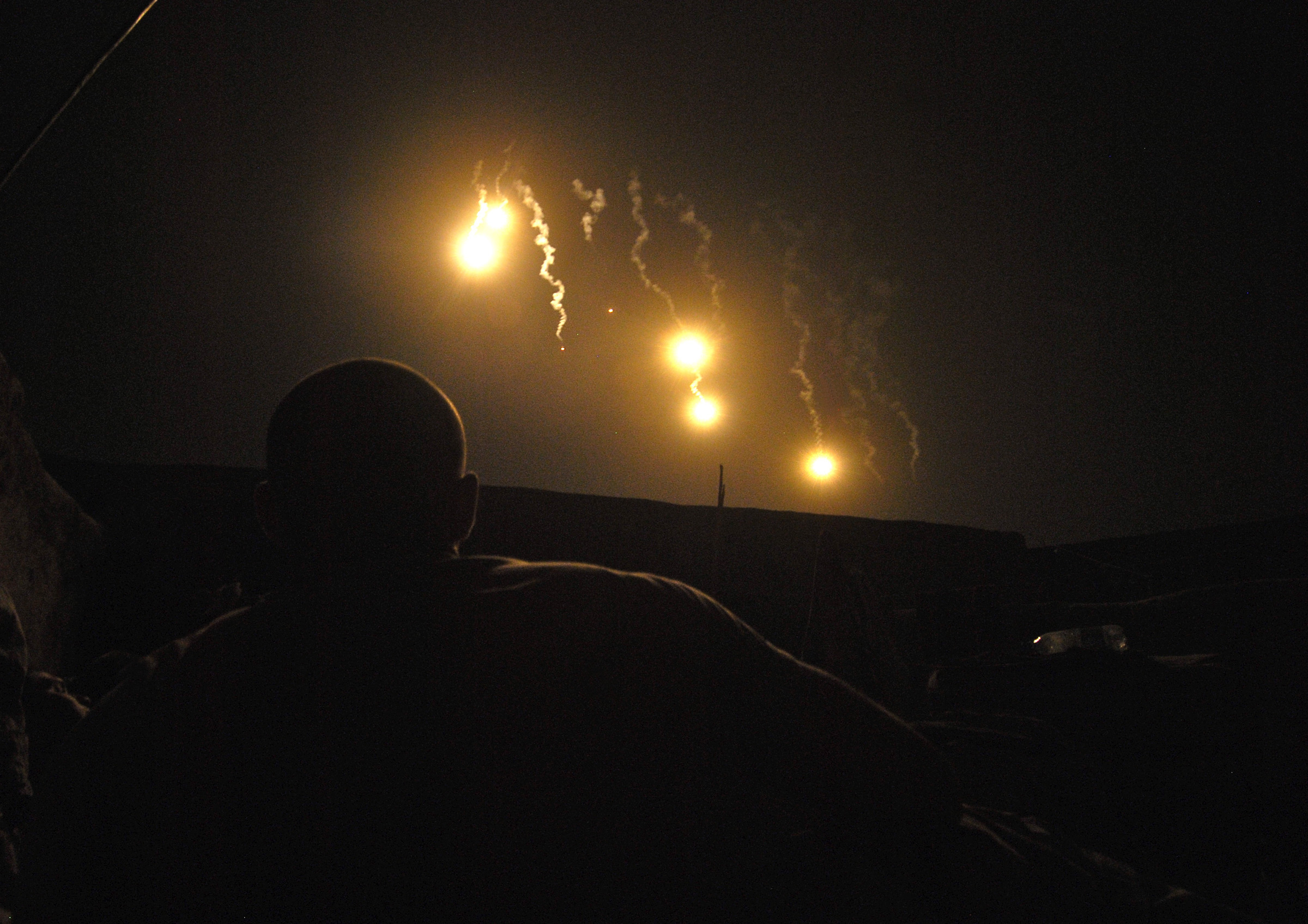
2009年8月2日，在阿富汗坎大哈省的Tora Arwa V行动中，M777榴弹炮发射照明弹到天空的情景。

第二次目击事件是在晚上10点左右出现在凤凰城上空的九盏发光物组成的飞行编队。媒体对第二次目击事件进行了更为彻底的报道，部分原因是拍摄到了大量关于不明飞行光点的视频图像。许多人也目击到了这一现象，他们皆认为自己看到的光点与之前第一次目击事件中的光点一致。
美国空军解释称，第二个目击事件是由4架A-10疣猪攻击机在皮马县西部的巴里 · 戈德华特靶场进行训练演习时造成的，而光点主要是由战机投掷的LUU-2B/B照明弹长时间在空中燃烧产生的。 根据这一解释，这些光点在高空中盘旋完全是可以在凤凰城被目击到的，由于燃烧的火焰产生的热量逐渐上升，使照明灯的降落伞上产生了“气球”效应，减缓了其下降的速度。 当它们落在位于凤凰城西南部的埃斯特雷拉山后方时，这些照明弹就完全熄灭。
马里兰州空军国民警卫队(Maryland Air National Guard)飞行员埃德·琼斯(Ed Jones)中校在2007年3月回应媒体的询问时，证实他曾驾驶过在事件发生当晚执行照明弹投放任务的编队中的一架飞机。据马里兰州空军国民警卫队(Maryland Air National Guard)称，他所在的中队实际上是在亚利桑那州戴维斯-蒙森空军基地进行训练演习，并在事发当晚飞往巴里 · 戈德华特靶场进行训练。2000年出版的马里兰空军国民警卫队的历史表里记载了，第104战斗机中队对这起事件负主要责任。 1997年7月，《亚利桑那共和报》首次报道了马里兰空军国民警卫队成员应对这起事件负责。
在理想的环境条件下，这样的军事照明弹在几百英里外都能被人看到。随后，当地电视台报道了与凤凰城光点与投掷在空中的军事照明弹的对比，结果证明军事照明弹与凤凰城光点有着非常相似之处。对LUU-2B/B照明弹(事件中A-10攻击机使用的一种照明弹)亮度的分析表明，这种照明弹的照明范围在大约50-70英里，其亮度完全可以在凤凰城被观测到。

## 外界反应

### 新闻媒体
事发当时，报道此事的媒体非常少，而在凤凰城也只有少数当地新闻媒体注意到此事，外界未多加關注。但在1997年6月18日，《今日美国》在头版刊登一篇报道，引起全国对此事件的关注。美国广播公司和美国全国广播公司电视网也紧随其后进行报道。这起事件迅速引起公众的注意，并成为UFO相关纪录片的主要题材内容，历史频道和探索频道也为此事件制作了特别节目。

### 州长說法
不明飞行光点目击事件后不久，亚利桑那州州长费伏·森明顿召開一场新闻发布会，声称“他们找到了该为此负责的人”。他把穿着外星人服装的助手带上演讲台以此来缓和局势。但在2007年3月，森明顿说他在1997年的目击事件中，亲眼目睹一艘「来历不明的飞船」，虽然他后来没有公开目击相關信息。 在接受亚利桑那州普雷斯科特《每日信报》的采访时，森明顿说：“我曾经也是一名飞行员，我了解所有的飞机情况。但在目击事件里出现的飞行器，它比我见过的任何飞机都要大，这仍然是个大谜团。而且其他人也看到了，也能为我证明这一点。但我并不明白人们为什么会质疑嘲笑其真实性”。 在早些时候，森明顿接受媒体采访时还说过：“这个飞行物很大，我也无法解释那是什么，也没人知道它是从哪里来的？但很多人都看到了，也包括我。我认为那不可能是照明弹，因为它实在太对称了，这个物体几乎有一个不会发生改变的几何轮廓。”。
此外，森明顿表示，他要求路克空军基地指挥官、国民警卫队高级将领和公共安全部负责人提供有关的信息。但他联系的官员中，没有一个人能对所发生的事情给出确切的答案，各部门的人也对发生的事情“感到困惑”。 后来，他回应了空军关于这些光点是照明弹的解释：“作为一名飞行员和一名前空军军官，我可以肯定地说，这艘飞船与我见过的任何人造飞行器都没有關係。它肯定不是高空照明弹，因为照明弹不会以组成编队的形式飞行”。在电视节目《UFO猎人》“亚利桑那之光”的一集中，森明顿说他联系军方询问这些光点是什么，而对方的回应则是“无可奉告”；他對此指出，自己当时的身份还是亚利桑那州州长，而不是一个普通市民。
1997年，凤凰城议员弗朗西斯.巴伍德（Frances Barwood）对此事展开调查；她表示，在她采访的700多名目击者中，“政府从未询问过任何一个人”。

## 相关影视
- 《凤凰城光点，我们并不孤单》纪录片——由医学博士、执行制片人Lynne D. Kitei和Steve Lantz Productions根据《凤凰城之光》一书制作。书中讲述了宇航员艾德加·米切尔博士、前州长費伏·森明顿、前副市长、调查人员、军人、飞行员和目击者对凤凰城光点的看法。[34]
- 《一个神秘的男人》——由Daniel Pace执导。[35]
- 《夜空（2007年电影）》——由杰森·康纳利、A.J.库克和阿什莉·佩尔登主演的恐怖电影。该片于2007年1月23日在美国使用DVD发行。[36]
- 《他们来自外太空(之前的标题为：凤凰城之光电影)》——这是一部科幻惊悚片，由奥西·贝克、麦肯齐·弗金斯、伊薇特·蕾切尔、马特·默瑟、特林·阿尔巴、考特尼·盖恩斯、马克·阿诺德、迈克尔·勒梅勒、亚伦·米尔斯和卢克·阿姆斯登主演。[37]
- 《凤凰城事件》——2015年上映的科幻阴谋恐怖电影。
- 《1997凤凰城录音带》——2016年上映的科幻恐怖电影。
- 《凤凰城遗忘录》——2017年上映的科幻恐怖电影。

## 外部連結
- Thephoenixlights.net （页面存档备份，存于）
- Flare Rebuttal by Eyewitness Steve Blonder
- Sign, Christopher. . KNXV-TV. February 21, 2008. （原始内容存档于2008年4月26日）.
- Davenport, Peter. . National UFO Reporting Center. March 13, 1997  [2013-08-18]. （原始内容存档于2016-03-03）.
- Dickerson, John. "Unidentified", Times Publications, November 2006
- 鳳凰城光點 （页面存档备份，存于）
- PhoenixLights.net （页面存档备份，存于）

《今日美国》上一份由目击者蒂姆·莱伊绘制的凤凰城光点不明飞行物示意图。

- Phoenix Lights （页面存档备份，存于）